# Enduropale
L'Enduropale, ou Enduropale du Touquet Pas-de-Calais (appelé Enduro des sables la première année et Enduro du Touquet jusqu'en 2005), est une course motocycliste qui se déroule annuellement, en début d'année, depuis 1975 sur la Côte d'Opale, plus précisément sur les plages du Touquet-Paris-Plage et de Stella-Plage dans le Pas-de-Calais. Elle est aujourd'hui devenue la plus grande course d'enduro d'Europe et la plus longue course sur sable du monde avec ses 15km.
En réalité, cette course en ligne correspond plus à la définition de l'endurance tout-terrain qu'à celle de l'enduro.
L'enduropale s'inscrit, en 2023, dans la nouvelle Coupe du monde de course sur sable, organisée par la Fédération internationale de motocyclisme (FIM).
En 2025, l’Enduropale, qui fête son 50e anniversaire, se déroule du 7 au 9 février. Le circuit de l'épreuve reine passe de 13  à   15 km.
Le programme de course est le suivant :
- Vendredi 7 février : 14 h 30  à 15 h 30 : course vintage (motos avant 1996) ;
- Samedi 8 février : 9 h à 10 h : course espoirs (11-15 ans) ; 11 h à 12 h 30 : course junior (13-17 ans) ; 14 h à 16 h 30 : course quads (à partir de 17 ans) ;
- Dimanche 9 février : 14 h à 17 h : Enduropale[8].

## Historique
C'est en regardant le documentaire « On Any Sunday » qui met en relief la moto tout-terrain dans les grands espaces que Thierry Sabine, attaché de communication à la mairie du Touquet-Paris-Plage, a l'idée en 1975 de transposer en France les courses d'enduro de masse qui étaient très populaires aux États-Unis,,. La première édition, qui se déroule le 16 février 1975, baptisée Enduro des Sables rassemble 286 concurrents. Le « Touquet » se courait initialement en deux manches.
Jusqu'en 1981, le parcours de la course appelée « Enduro des sables » était tracé dans les dunes, puis à la suite des plaintes des associations de protection de la nature, la course a quitté les dunes pour la plage.
L’année 1991, la guerre du Golfe empêche l’épreuve d’être organisée.
C'est l'expérience et le succès remporté à l'Enduro du Touquet qui motivèrent Thierry Sabine à créer en 1979 le Rallye Paris-Dakar sur le même principe de la compétition ouverte à tous.
En 2005, Amaury Sport Organisation, propriétaire de TSO (Thierry Sabine Organisation), renonce à l'organisation de la course. Pendant deux ans la Fédération française de motocyclisme assure le relais pour tirer de l'embarras la ville du Touquet.
Se développant d'année en année, la compétition est devenue un événement majeur au niveau européen, avec 2 450 concurrents (en 2020) et 500 000 visiteurs.
L'épreuve de 2021 est annulée en raison de la pandémie de Covid-19.
L'épreuve 2022, initialement prévue le 28, 29 et 30 janvier, est reportée, en raison de la pandémie de Covid-19, du 25 au 27 février 2022.
En 2023, les épreuves se dérouleront les 2, 3, 4 et 5 février mais l'épreuve reine des motos, l'Enduropale, se déroulera pour la première fois, le samedi 4 février à 14 h, au lieu du dimanche habituel depuis 1975. La raison est liée à l'horaire des marées. Des épreuves, comme le quaduro et les juniors, se dérouleront le dimanche.
L'enduropale s'inscrit, en 2023, dans la première Coupe du monde de course sur sable, organisée par la Fédération internationale de motocyclisme (FIM). L'enduropale est la première épreuve de cette coupe du monde qui en compte trois, avec l'Enduro del Verano en Argentine, fin février, et la Monte Gordo Beach Algarve au Portugal, dans la ville de Monte Gordo (pt), les 18 et 19 novembre 2023.
En 2024, les épreuves de la 48e édition se déroulent les 2, 3 et 4 février. L'épreuve reine des motos, l'Enduropale, se déroule de nouveau le dimanche, tandis que l'épreuve vintage aura lieu le vendredi, celle des quads étant courue le samedi. Il est désormais interdit de s'aligner sur les deux épreuves que sont le vintage et l'épreuve reine du dimanche.

## Retombées économiques
L'épreuve étant gratuite, les recettes de la commune proviennent de partenariats (32 en 2022), des droits de place pour les marchands ambulants et des frais d'engagements des pilotes, 300 euros.
Pour l'édition 2022, la municipalité du Touquet-Paris-Plage estime les retombées économiques, à l'échelle locale et régionale, à 6,3 millions d’euros dont 4,8 millions d’euros pour la commune organisatrice. Le taux d'occupation des hôtels de la commune (1 100 chambres) est de 100 % durant les trois jours que dure l'Enduropale.

## La course

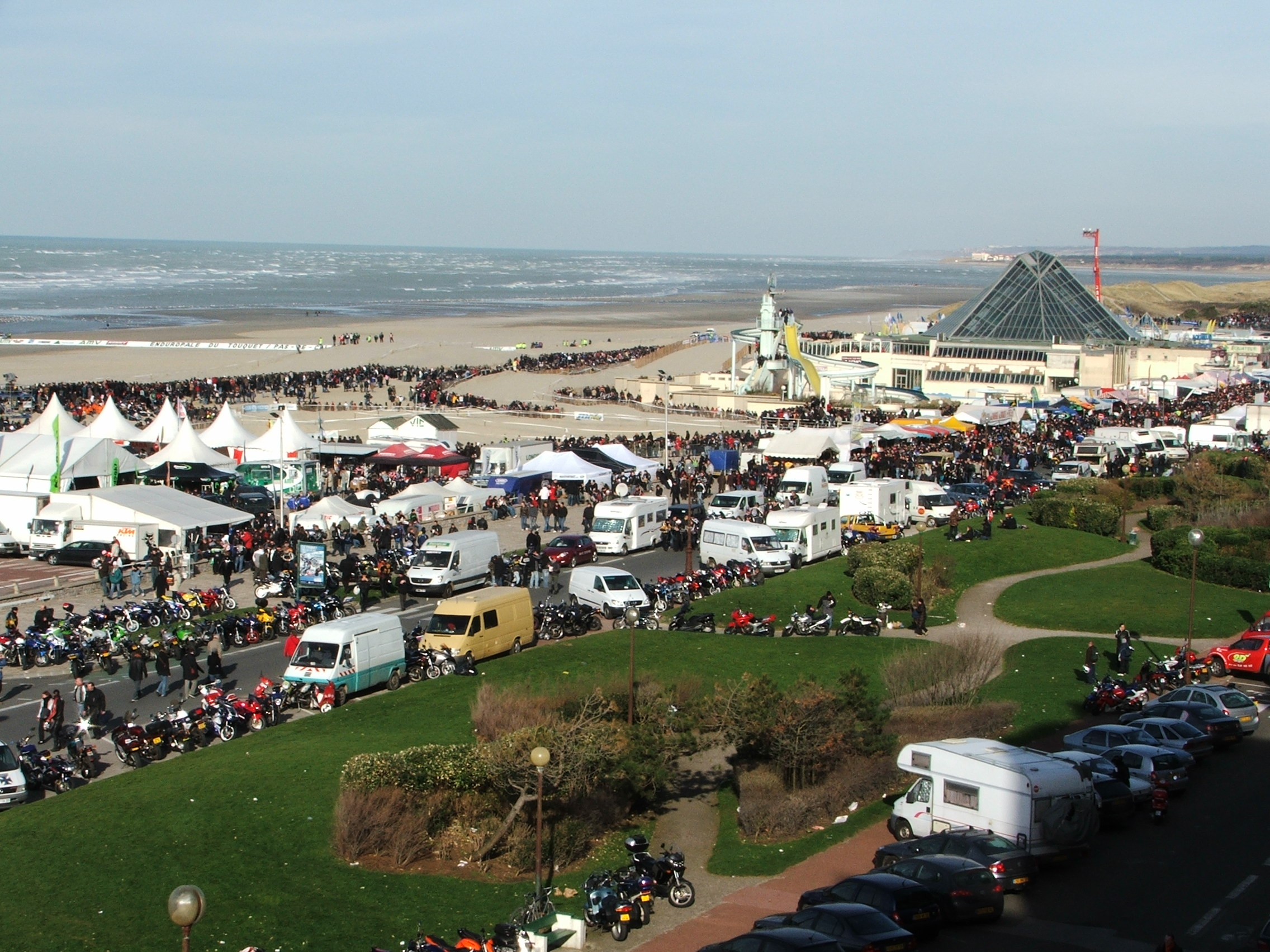
La digue et les parkings, un jour d'Enduropale.

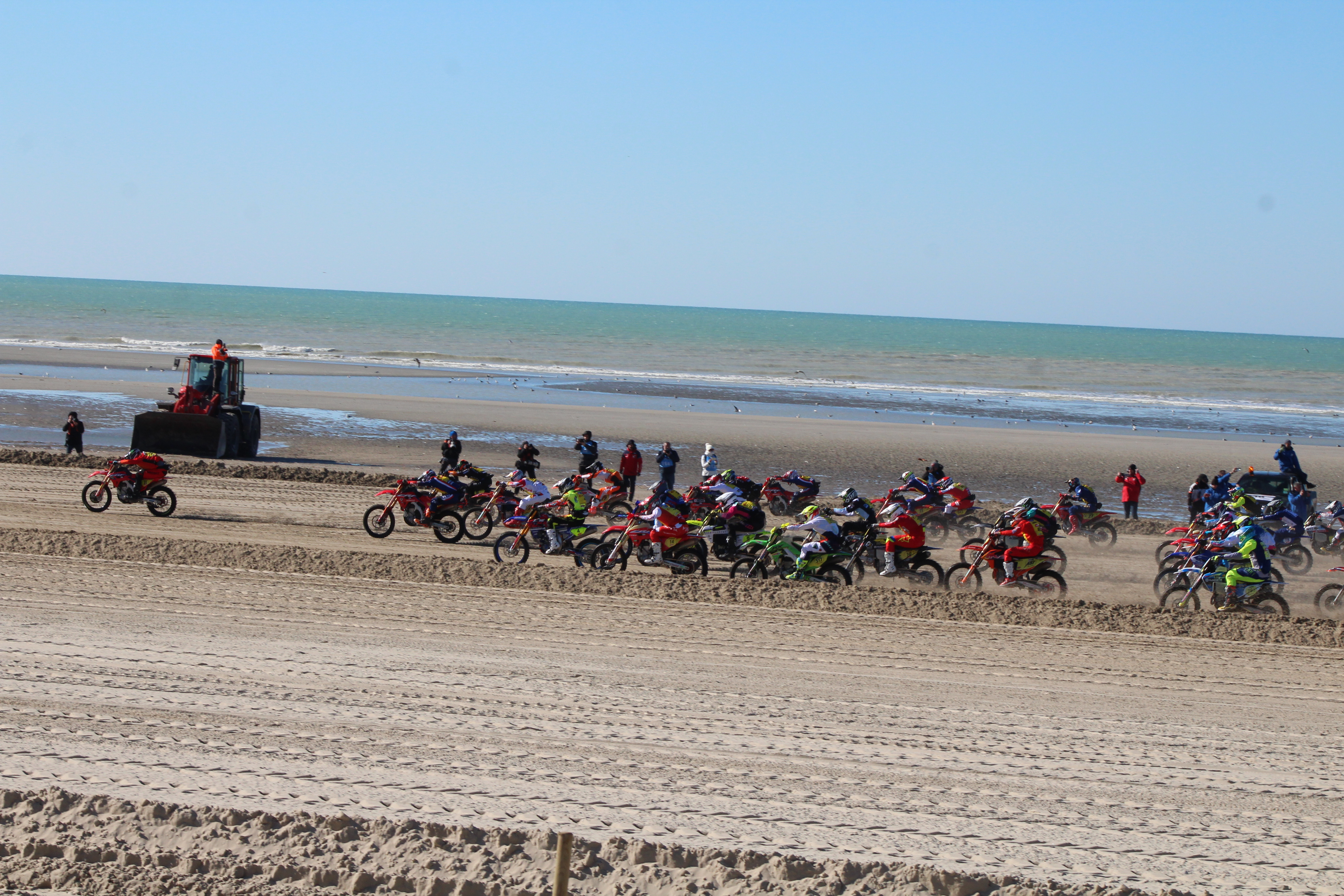
La course est lancée.

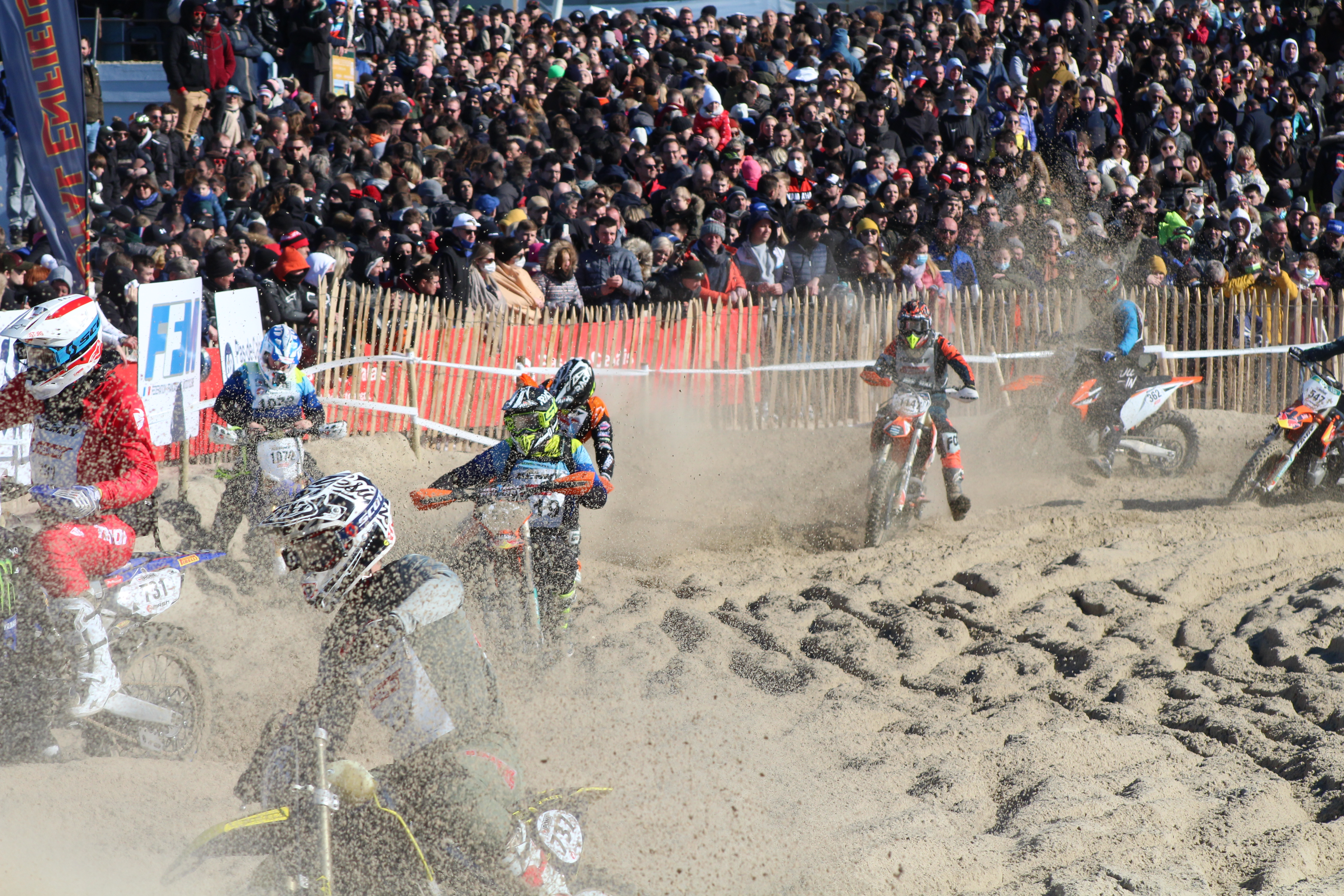
Les motos passent devant les spectateurs.

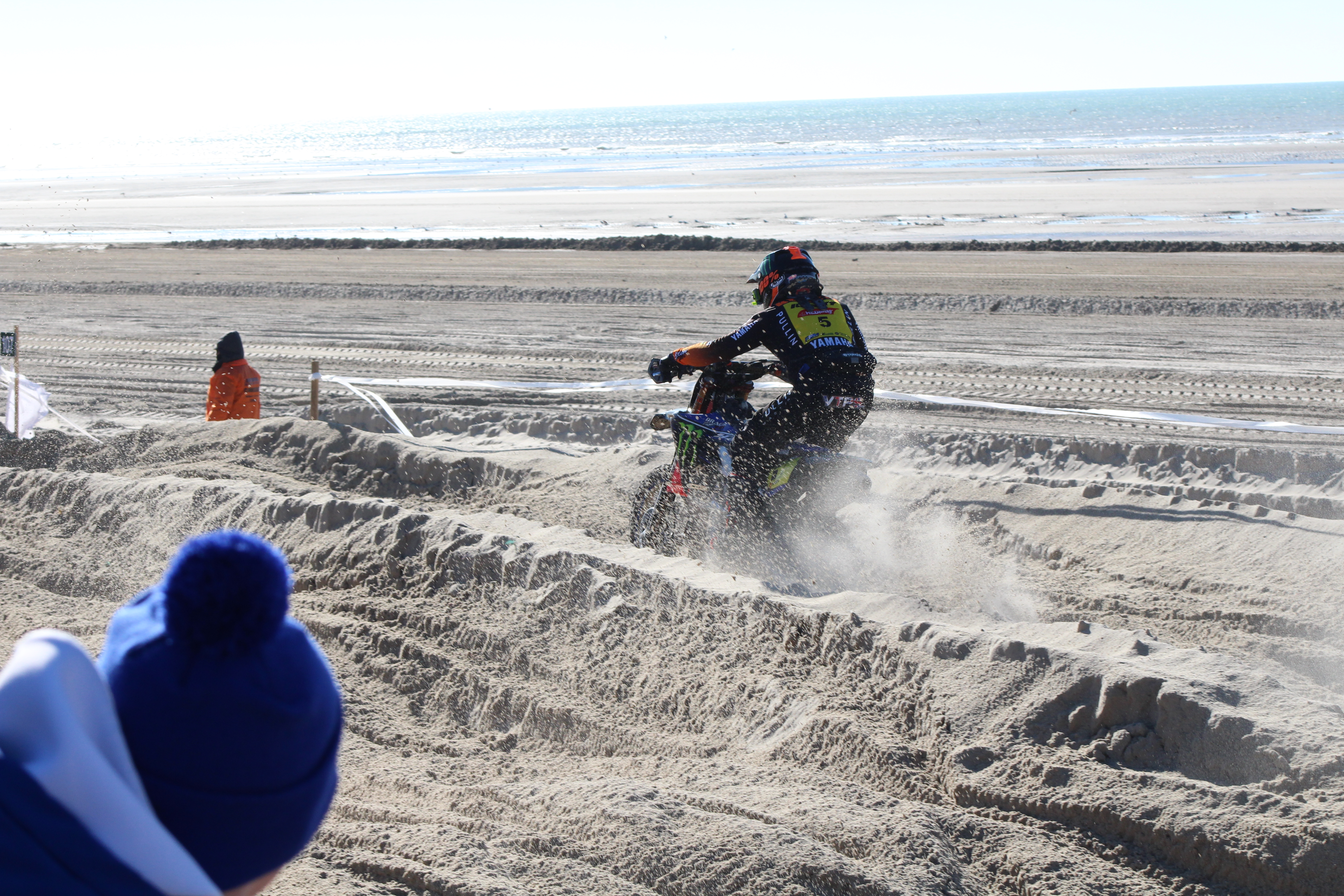
Todd Kellett en 2022.

Cette course, retransmise dans 140 pays et suivie par 230 journalistes accrédités,,, fait partie du championnat de France des sables et, depuis 2023, de la nouvelle coupe du monde de course sur sable, organisée par la Fédération internationale de motocyclisme (FIM).

### Déroulé de la course
Elle se déroule, chaque année, sur trois jours, le vendredi, samedi et dimanche de fin janvier ou de début février, avec cinq épreuves : Enduro Vintage Bernard Baudoux, Quaduro, Enduropale Juniors, Enduropale Espoirs et, l'épreuve reine, l'Enduropale du Touquet Pas-de-Calais.
La longueur du circuit de l'épreuve reine ainsi que du quaduropale est de treize kilomètres, de 6,7 kilomètres pour les motos vintage et de 3,3 kilomètres pour les juniors et espoirs.

### Départ en convoi des concurrents
La particularité de cette course est que, depuis la première course, en 1975, les motos effectuent un défilé en convoi, devant les spectateurs massés tout le long du parcours, d'environ 1,5 km au cœur de la ville, avant de se rendre sur la ligne de départ sur la plage. Les motos sont en parc fermé face au casino de la Forêt, sur la place de l'Hermitage ou à proximité, et remontent ensuite l'avenue du Verger, l'avenue et la rue Saint-Jean jusqu'à la digue , où elles rejoignent le boulevard du Docteur-Jules-Pouget, tournent à droite sur ce boulevard jusqu'à la rue Joseph-Duboc où ils tournent à gauche afin de rejoindre la plage et la ligne de départ. Durant les années 2010, une partie du circuit du défilé a été légèrement modifié, l'avenue et la rue Saint-Jean ont été remplacées par l'avenue et la rue de Bruxelles. En 2022, le parc fermé est transféré sur le parking de l'hôtel de ville, les motos empruntent alors la rue Jean-Monnet, jusqu'à la digue, puis tournent à droite afin d'emprunter le même chemin qu'auparavant. 2023 voit l'arrivée d'un deuxième parc fermé établi sur le parking du marché couvert pour les pilotes professionnels. Le défilé s'effectuant en deux vagues, les professionnels, précédés par la voiture de l'organisation, suivis des amateurs partis du parc fermé à l'hôtel de ville,,.

### Concurrents et spectateurs

#### Concurrents
En 2023,1 294 sont inscrits pour l'épreuve reine, 573 à la vintage, 112 en espoirs et 163 en juniors. Le doyen de la 47e édition, Paul Barbara, frère du pilote automobile José Barbara, est âgé de 68 ans et devient le détenteur du plus grand nombre de participation avec 46 Enduro/Enduropale du Touquet. Lors de la 47e édition, un concurrent (Sébastien Née) s’est inscrit, pour la première fois, sur trois courses : la vintage, l'épreuve reine et le quaduro en duo avec David Sagnard. Axel Allétru, pilote de moto-cross, coureur de BMX, athlète handisport, ancien vainqueur en 2006 du Beach-Cross de Berck et champion du monde juniors en super-cross renoue, pour la première fois depuis treize ans, avec le pilotage moto en prenant le départ de l'Enduropale pour le plaisir de n'effectuer que la longue ligne droite sur la plage jusque Stella-Plage et tenter de réaliser le holeshot (il sera 4e),.
En 2024, 19 nationalités sont représentées. Les concurrents dont 54 femmes sont répartis comme suit : Enduropale 1 308, quaduropale 436, Enduropale espoirs 115, Enduropale juniors 193 et Enduro vintage Bernard Baudoux 709. Le plus âgé a 70 ans et est inscrit à l'épreuve de quad ; sur la course reine du dimanche, le plus âgé a 69 ans.

#### Spectateurs
En 2023, 600 000 spectateurs sont présents durant les trois jours dont 350 000 spectateurs pour l'épreuve reine. À la télévision un pic d'un million de téléspectateurs est atteint.

### Organisation et sécurité

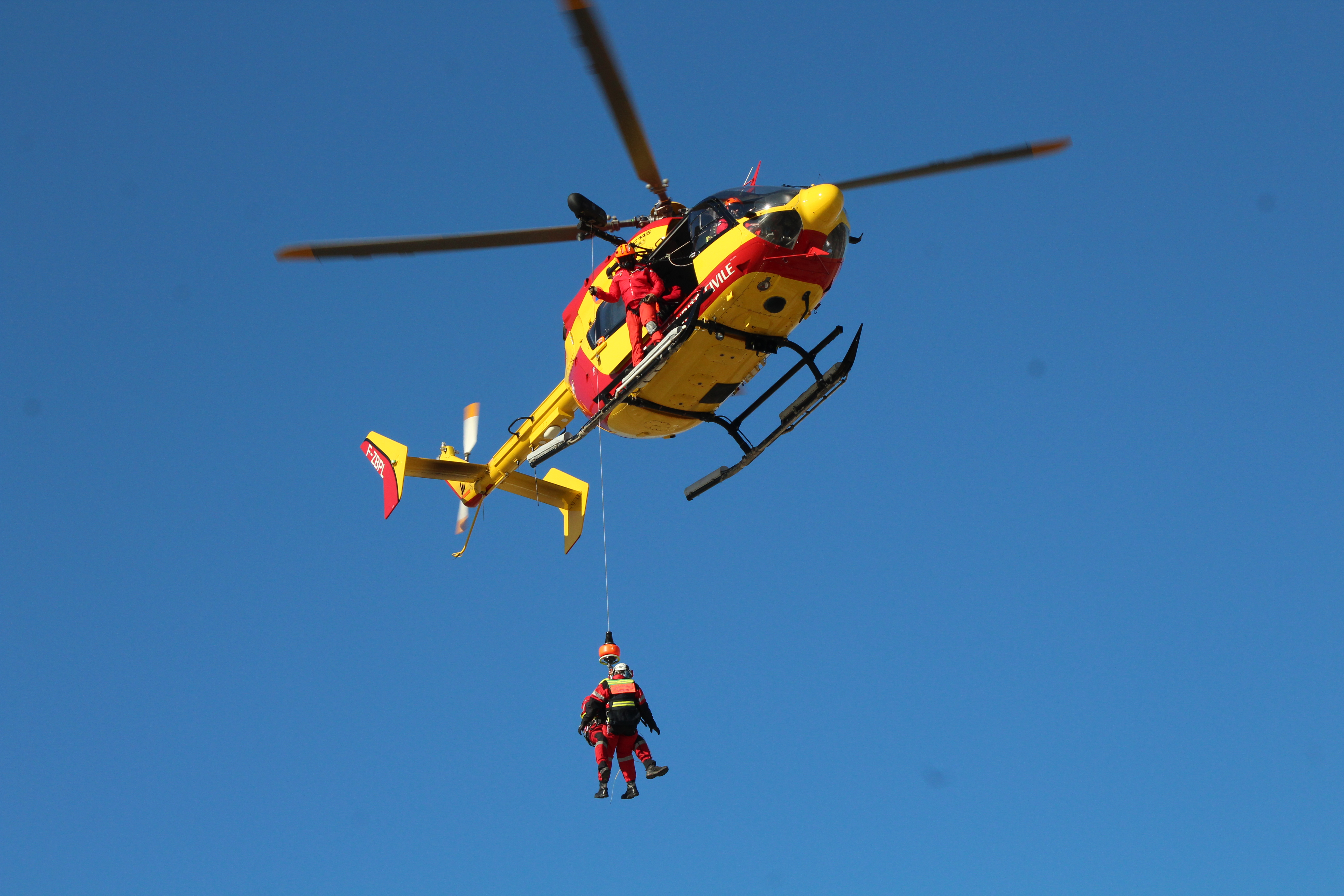
L'hélicoptère de la Sécurité civile.

L'Enduropale nécessite un important dispositif de sécurité. En 2024, il se compose de 550 policiers et gendarmes, 175 pompiers, de 258 agents de sécurité privée, de 50 secouristes, d'un service d'aide médicale urgente (SAMU) avec une trentaine de personnes, d'un camion de radiologie et d'un hélicoptère de la sécurité civile.

### Coût de la participation pour un amateur
Le journal La Voix du Nord a demandé à un pilote amateur combien lui coûte sa participation à la 47e édition de l'Enduropale. Le budget investi est estimé à 13 000 euros comprenant la moto (d'occasion), le casque, les protections (protection dorsale et ventrale et  genouillères), l'administratif (licence de club et de compétition), lunettes de protection et procédé roll-off, entraînements, équipement (maillot, bottes, gants…), ravitaillement (tonnelle, essence).

### Enduro du Touquet
Cette course s'est déroulée 30 fois : chaque année de 1975 à 1990 puis de 1992 à 2005.
C'est une course qui se déroulait en deux manches de 1976 à 1981, puis une seule manche de 3 heures à partir de 1982, dans les dunes le long de la plage. Ouverte à tous, amateurs et professionnels, elle était très spectaculaire, de nombreuses motos ayant beaucoup de mal à franchir les dunes et provoquant des agglutinements et des chutes. D'une durée de trois heures, sur plusieurs tours, le tracé mettait à mal les concurrents et la mécanique. Un important public ajoutait un phénomène de concentration motard, et constituait une véritable fête de la moto.
En 2005, un mouvement de contestation écologique a cherché à faire interdire l'épreuve compte tenu des dégradations faites aux dunes et de la quantité d'ordures abandonnées par le public. Les organisateurs ont réussi à concilier les différents points de vue et ont modifié l'organisation de la course, rebaptisée Enduropale.
À cette époque, apparition du « poireau », le poireau est le pilote de l’enduro du Touquet qui se distingue des professionnels par ses capacités et ses aptitudes toujours plus remarquables d’années en années à se planter pendant la course. Cette appellation remonte au temps du « goulet » où plus de 1 000 motards venaient s’échouer au pied de la dune avec, pour conséquences, d’obstruer la course et faire le bonheur des spectateurs.

### Enduropale

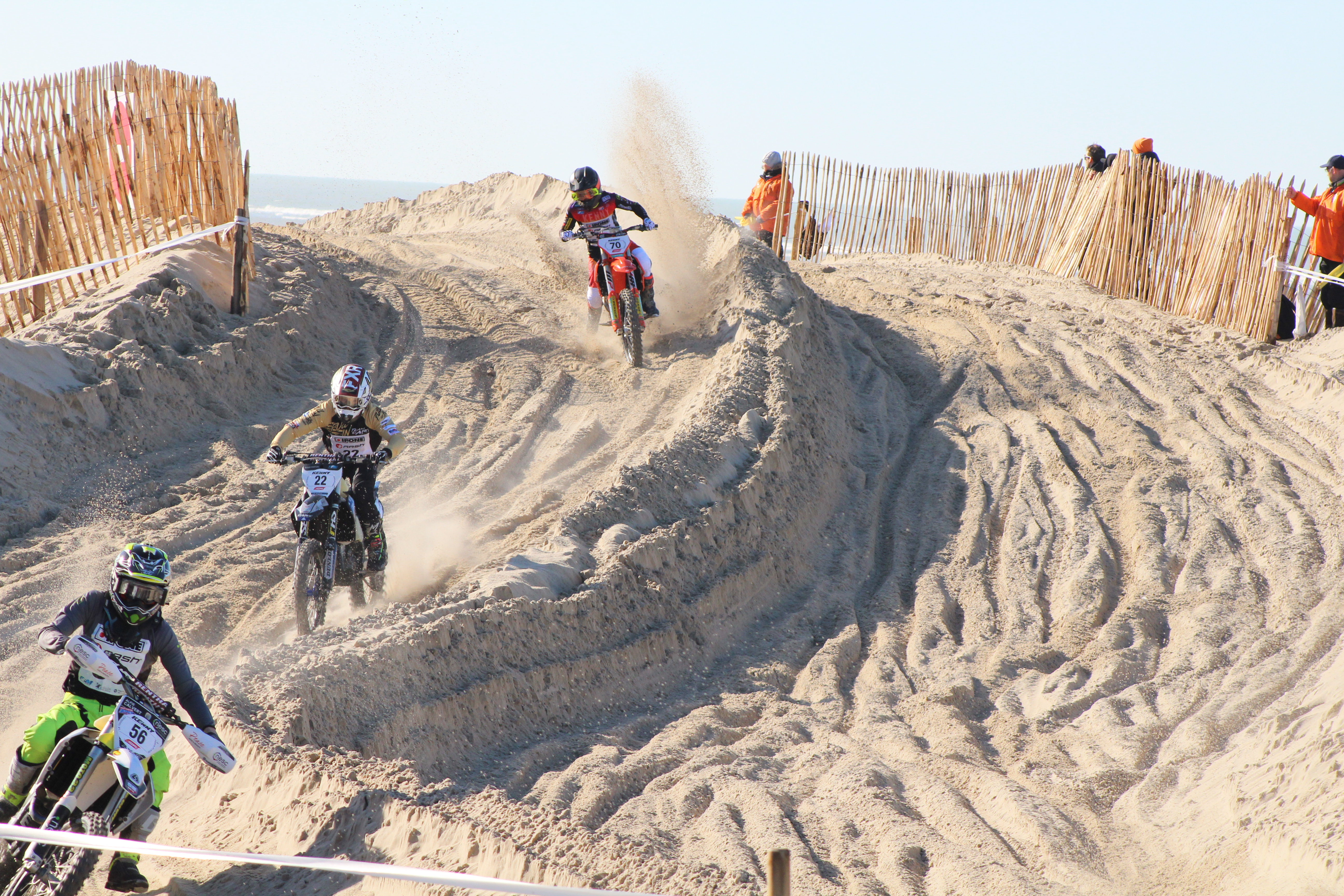
Les motos sur les buttes face à la digue, en 2022.

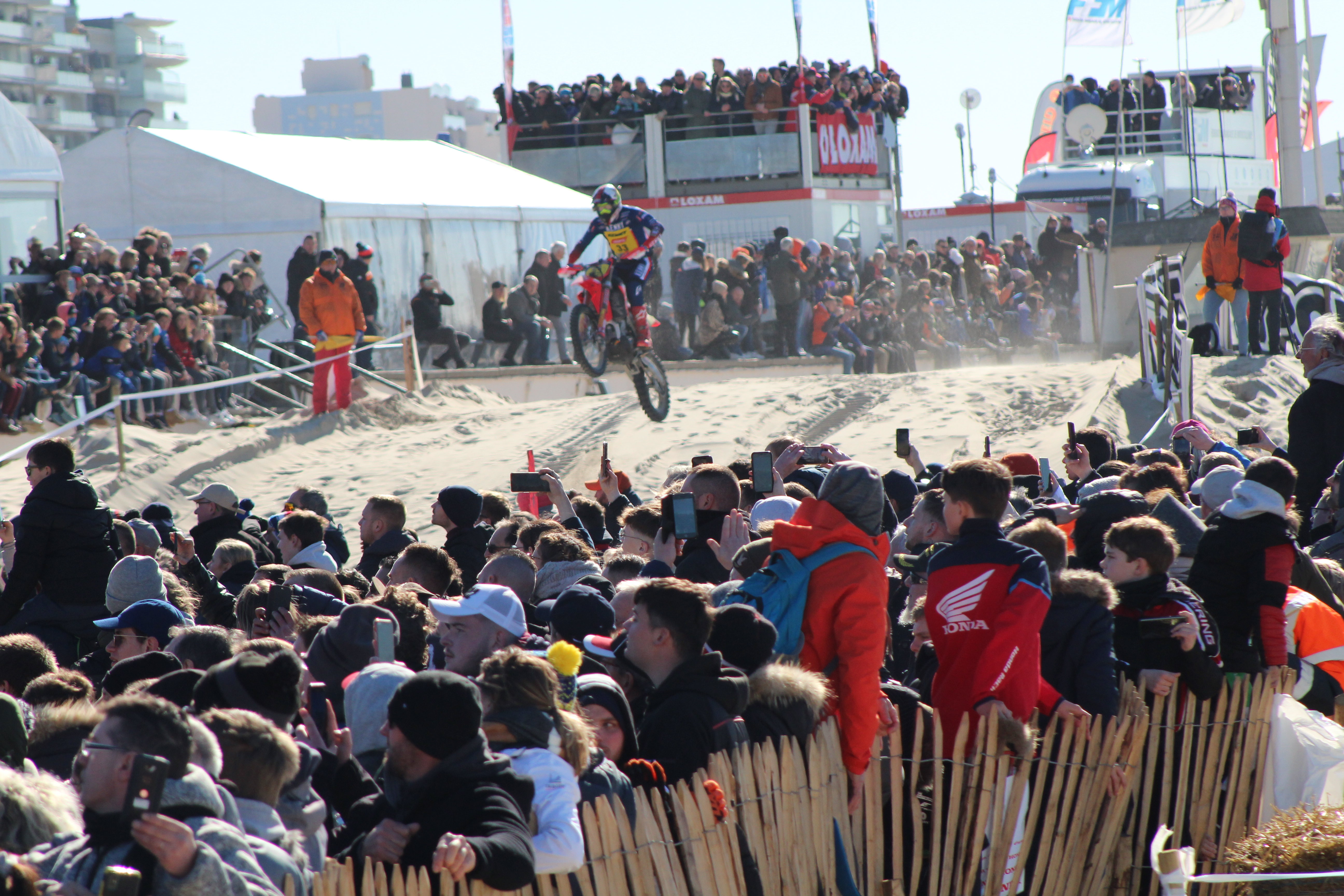
Le no 33 Lars van Berkel en 2022.

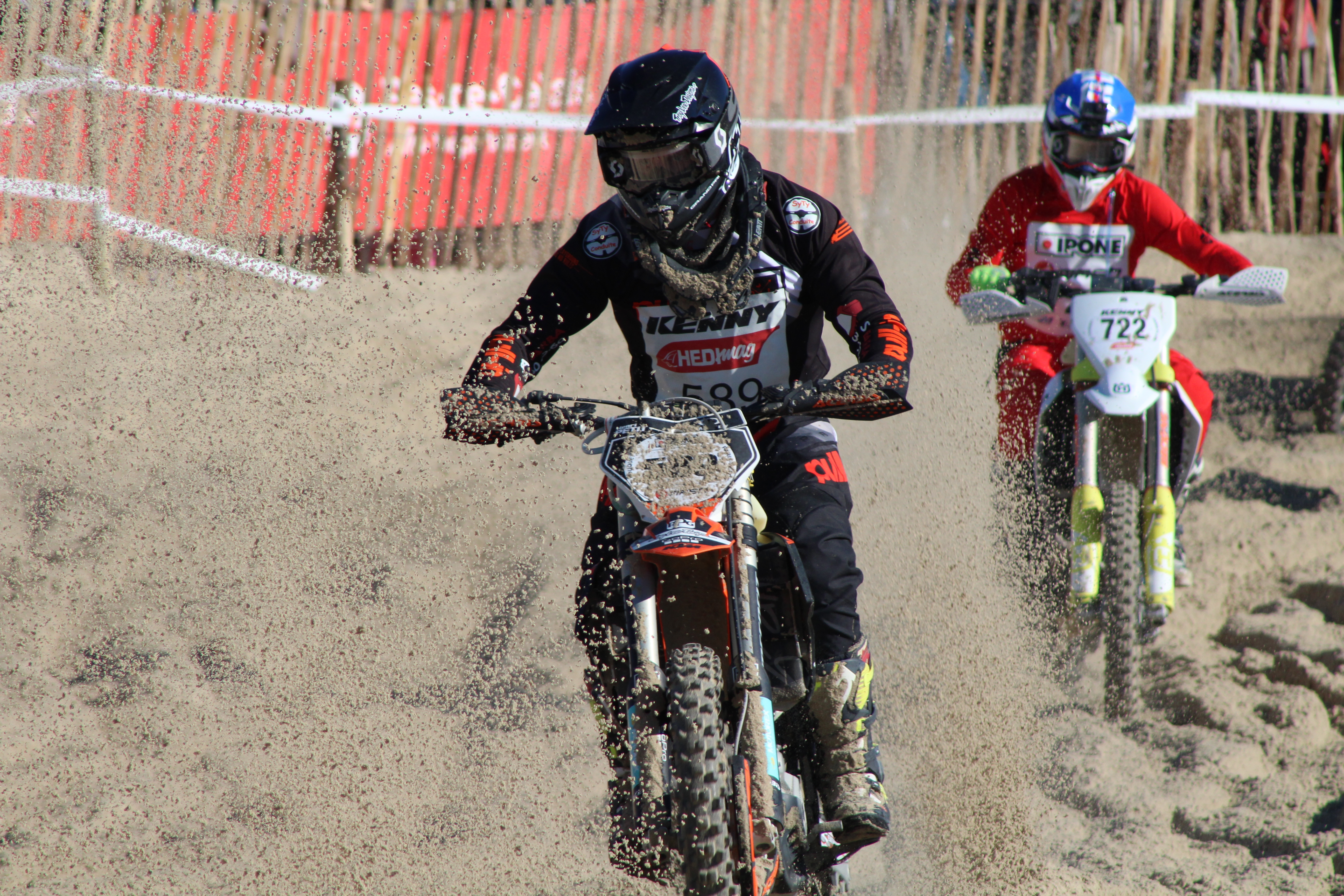
L'Enduropale 2022.

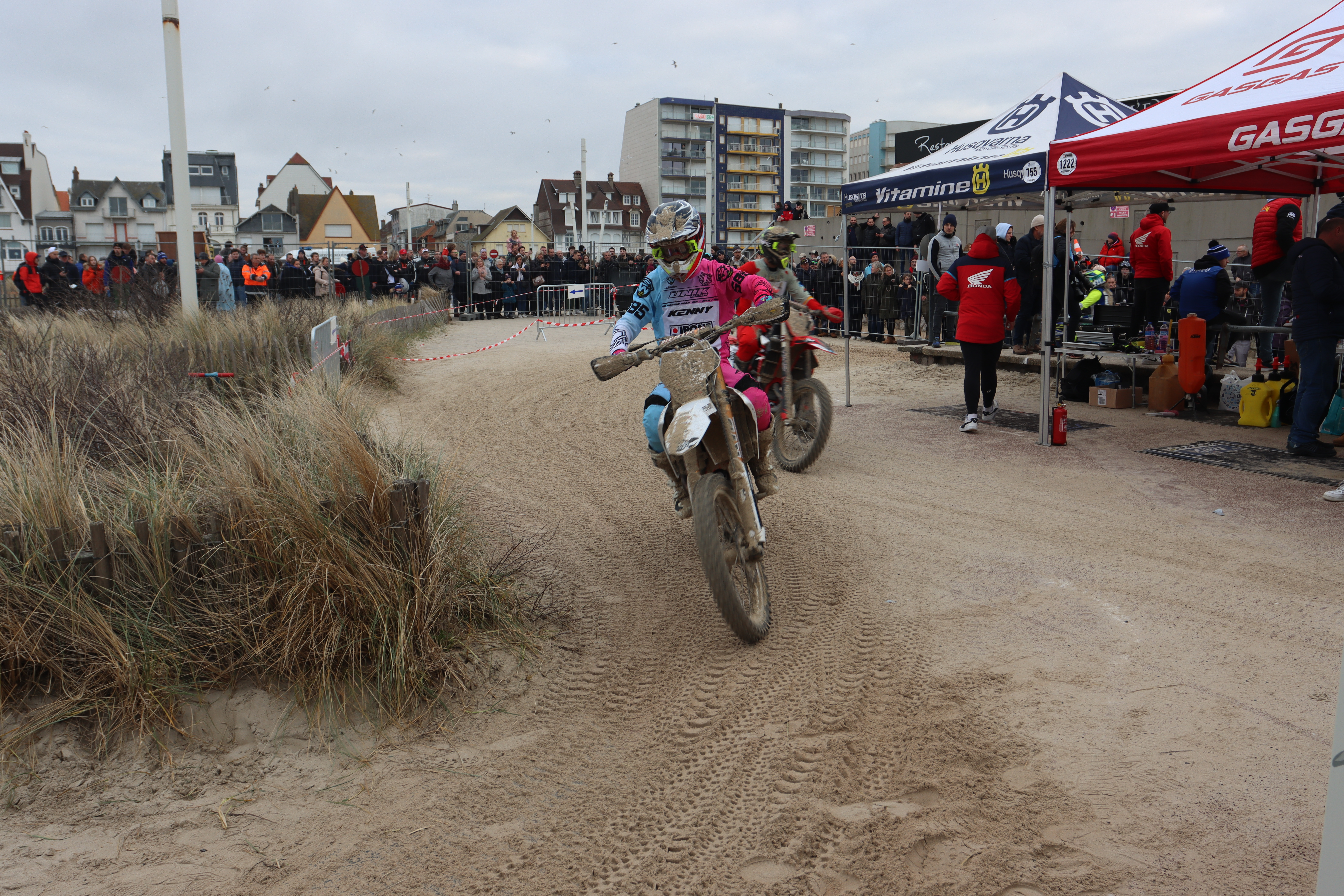
La sortie de la zone de ravitaillement en 2022.

L'enduro, rebaptisée Enduropale en 2006 puis Enduropale du Touquet Pas-de-Calais, se déroule sur un parcours d'une quinzaine de kilomètres uniquement sur la plage dans un souci de préservation de l'espace dunaire naturel du Touquet-Paris-Plage, mais qui s'étend dorénavant sur les communes du Touquet et de Cucq (Stella-Plage). Elle ne se déroule plus qu'en une seule manche de 3 h depuis 1992.
Cette course, avec six autres courses en France, fait partie du championnat de France des sables (CFS).
Le parcours mesure 12,6 km. Des vagues, des chicanes et des virages au vélodrome sont aménagés pour augmenter les difficultés et créer davantage de spectacle.
Le classement final est établi suivant le nombre de tours complets effectués après trois heures de course, et selon l'ordre de passage sur la ligne d'arrivée dans le dernier tour.
En 2020, on compte 1 255 engagés.
En 2025, année du 50e anniversaire, le circuit est allongé de 1,7 km passant de 13  à   15 km.

#### Classement et prix
Pour l'Enduropale 2020, seront récompensés les pilotes suivants :
- 1er au 5e du classement scratch ;
- 1er moins de 21 ans ;
- 1er, 2e, 3e de la catégorie CFS-2 ;
- 1er, 2e et 3e de la catégorie CFS-3 ;
- 1er, 2e, 3e féminine ;
- 1er départemental (62) (pilote du Pas-de-Calais, sur justification de domicile) ;
- 1er super vétéran, + de 50 ans ;
- 1er vétéran + de 37 ans ;
- 1er touquettois (pilote résidant au Touquet-Paris-Plage - sur justification de domicile) ;
- Holeshot, 1er pilote à franchir le premier virage de l’extrémité sud du circuit à Stella-Plage ;
- 1re heure, 1er pilote à franchir la ligne d’arrivée après 1 h de course.

Les prix suivants seront distribués :
- 1er au classement scratch : 10 000 euros ;
- 2e  au classement scratch :  4 000 euros ;
- 3e  au classement scratch :  2 000 euros ;
- 4e  au classement scratch :  1 000 euros ;
- 5e  au classement scratch :   500 euros ;
- Holeshot :                       1 000 euros.

Total des prix distribués :       18 500 euros.

### Quaduropale

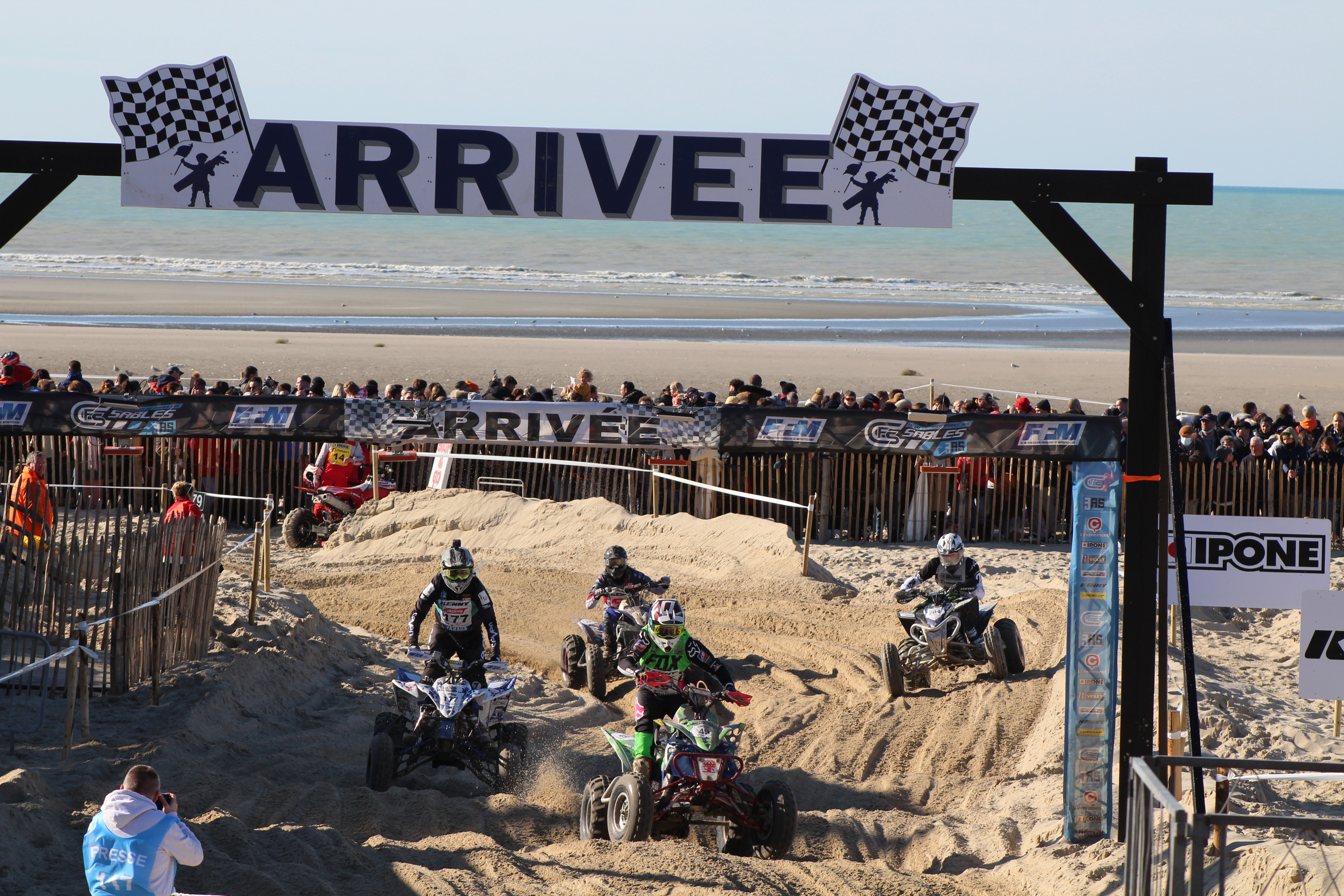
Les quads passant sur la ligne d'arrivée en 2022.

En  1997, TSO en accord avec la ville du Touquet, a souhaité élargir l'épreuve en y ajoutant une autre discipline : une course de quads initialement appelée « Ronde du Touquet ». Cette première édition voit la participation de Jean-Claude Olivier, Christian Sarron ... et Daniel Giroud, récent vainqueur du Dakar 1997 et premier concurrent «quad» à avoir terminé l'épreuve africaine depuis sa création .
La veille de l'Enduropale, la Ville du Touquet-Paris-Plage en partenariat avec la FFM (Fédération Française de Motocyclisme) organise une course de quads dans des conditions quasi-similaires  à celles de la course de motos.
Le circuit de quad est plus court que celui de l'Enduropale, il est de 12,6 km et ne pourra pas accueillir plus de 550 quads. Le parc de stationnement est situé à Stella-Plage, chaque quad disposera d'un emplacement et seulement 2 mécaniciens munis d'un jerrycan et de leur matériel pourront y accéder.
En 2020, on compte 737 engagés.

### Enduropale Juniors
Cette course a été créée en 2010.
La veille de l'Enduropale, la Ville du Touquet-Paris-Plage en partenariat avec la FFM  organise également une course, d'1 h 30 et 3,4 km, pour les jeunes, de 14 à 17 ans, sur un parcours plus court par rapport à l'Enduropale classique.
En 2020, on compte 181 engagés.

### Enduropale Espoirs
En 2013, création de l’Enduropale Kids pour les 11 à 15 ans, il est renommé Enduropale Espoirs en 2015.
Le parcours est de 3,4 km sur le front de Mer du Touquet-Paris-Plage, il emprunte le même circuit que l’Enduropale junior.
Les concurrents sont des jeunes de 11 à 15 ans, une moto et un pilote pour 1 h de course avec un parc de ravitaillement.

### Enduropale Vintage
Cette course de motos d’avant 1996 a vu le jour en 2015 à l’occasion du 40e anniversaire de l’Enduropale du Touquet-Pas-de-Calais, elle se déroule en deux manches jusqu'en 2019 puis en une seule manche à partir de 2020. L’Enduro Vintage se déroule sur un parcours de 6,7 kilomètres auquel 596 coureurs prennent part en 2020.
Lors de la première édition de 2015, on remarque la présence d'anciens vainqueurs de l'Enduro du Touquet et de l'Enduropale comme Arnaud Demeester, Kees van der Ven, Gilles Francru, Jean-Paul Mingels, Eric Geboers,
Adrien van Beveren, Daniel Péan, Yann Guédard, Gérald Delepine, Jérôme Belval, David Hauquier, Jean-Claude Moussé, Thierry Béthys, Mickaël Pichon ou Steve Ramon,.
En 2020, on compte 596 engagés.

## Palmarès

### Catégorie homme
| Année       | Enduro du Touquet / Enduropale                       | Enduro du Touquet / Enduropale                       | Quaduropale                                          | Quaduropale                                          | Enduro Juniors                                       | Enduro Juniors                                       | Enduro Espoirs                                       | Enduro Espoirs                                       | Enduro Vintage                                       | Enduro Vintage                                       |
| Année       | Pilote                                               | Constructeur                                         | Pilote                                               | Constructeur                                         | Pilote                                               | Constructeur                                         | Pilote                                               | Constructeur                                         | Pilote                                               | Constructeur                                         |
| 1975        | Jacques Vernier                                      | Ossa                                                 | Non-couru                                            | Non-couru                                            | Non-couru                                            | Non-couru                                            | Non-couru                                            | Non-couru                                            | Non-couru                                            | Non-couru                                            |
| 1976        | Daniel Péan                                          | Maïco                                                | Non-couru                                            | Non-couru                                            | Non-couru                                            | Non-couru                                            | Non-couru                                            | Non-couru                                            | Non-couru                                            | Non-couru                                            |
| 1977        | Gilles Francru                                       | Husqvarna                                            | Non-couru                                            | Non-couru                                            | Non-couru                                            | Non-couru                                            | Non-couru                                            | Non-couru                                            | Non-couru                                            | Non-couru                                            |
| 1978        | Patrick Drobecq                                      | Husqvarna                                            | Non-couru                                            | Non-couru                                            | Non-couru                                            | Non-couru                                            | Non-couru                                            | Non-couru                                            | Non-couru                                            | Non-couru                                            |
| 1979        | Håkan Carlqvist                                      | Husqvarna                                            | Non-couru                                            | Non-couru                                            | Non-couru                                            | Non-couru                                            | Non-couru                                            | Non-couru                                            | Non-couru                                            | Non-couru                                            |
| 1980        | Serge Bacou                                          | Yamaha                                               | Non-couru                                            | Non-couru                                            | Non-couru                                            | Non-couru                                            | Non-couru                                            | Non-couru                                            | Non-couru                                            | Non-couru                                            |
| 1981        | Jean-Paul Mingels                                    | Yamaha                                               | Non-couru                                            | Non-couru                                            | Non-couru                                            | Non-couru                                            | Non-couru                                            | Non-couru                                            | Non-couru                                            | Non-couru                                            |
| 1982        | Kees van der Ven                                     | KTM                                                  | Non-couru                                            | Non-couru                                            | Non-couru                                            | Non-couru                                            | Non-couru                                            | Non-couru                                            | Non-couru                                            | Non-couru                                            |
| 1983        | Kees van der Ven                                     | KTM                                                  | Non-couru                                            | Non-couru                                            | Non-couru                                            | Non-couru                                            | Non-couru                                            | Non-couru                                            | Non-couru                                            | Non-couru                                            |
| 1984        | Kees van der Ven                                     | KTM                                                  | Non-couru                                            | Non-couru                                            | Non-couru                                            | Non-couru                                            | Non-couru                                            | Non-couru                                            | Non-couru                                            | Non-couru                                            |
| 1985        | Kees van der Ven                                     | KTM                                                  | Non-couru                                            | Non-couru                                            | Non-couru                                            | Non-couru                                            | Non-couru                                            | Non-couru                                            | Non-couru                                            | Non-couru                                            |
| 1986        | Kees van der Ven                                     | KTM                                                  | Non-couru                                            | Non-couru                                            | Non-couru                                            | Non-couru                                            | Non-couru                                            | Non-couru                                            | Non-couru                                            | Non-couru                                            |
| 1987        | Leif Persson                                         | Yamaha                                               | Non-couru                                            | Non-couru                                            | Non-couru                                            | Non-couru                                            | Non-couru                                            | Non-couru                                            | Non-couru                                            | Non-couru                                            |
| 1988        | Eric Geboers                                         | Honda                                                | Non-couru                                            | Non-couru                                            | Non-couru                                            | Non-couru                                            | Non-couru                                            | Non-couru                                            | Non-couru                                            | Non-couru                                            |
| 1989        | Eric Geboers                                         | Honda                                                | Non-couru                                            | Non-couru                                            | Non-couru                                            | Non-couru                                            | Non-couru                                            | Non-couru                                            | Non-couru                                            | Non-couru                                            |
| 1990        | Eric Geboers                                         | Honda                                                | Non-couru                                            | Non-couru                                            | Non-couru                                            | Non-couru                                            | Non-couru                                            | Non-couru                                            | Non-couru                                            | Non-couru                                            |
| 1991        | Épreuve annulée (guerre du Golfe)                    | Épreuve annulée (guerre du Golfe)                    | Non-couru                                            | Non-couru                                            | Non-couru                                            | Non-couru                                            | Non-couru                                            | Non-couru                                            | Non-couru                                            | Non-couru                                            |
| 1992        | Yann Guédard                                         | Kawasaki                                             | Non-couru                                            | Non-couru                                            | Non-couru                                            | Non-couru                                            | Non-couru                                            | Non-couru                                            | Non-couru                                            | Non-couru                                            |
| 1993        | Gérald Delepine                                      | Honda                                                | Non-couru                                            | Non-couru                                            | Non-couru                                            | Non-couru                                            | Non-couru                                            | Non-couru                                            | Non-couru                                            | Non-couru                                            |
| 1994        | Jérôme Belval                                        | Honda                                                | Non-couru                                            | Non-couru                                            | Non-couru                                            | Non-couru                                            | Non-couru                                            | Non-couru                                            | Non-couru                                            | Non-couru                                            |
| 1995        | Arnaud Demeester                                     | Yamaha                                               | Non-couru                                            | Non-couru                                            | Non-couru                                            | Non-couru                                            | Non-couru                                            | Non-couru                                            | Non-couru                                            | Non-couru                                            |
| 1996        | Arnaud Demeester                                     | Yamaha                                               | Non-couru                                            | Non-couru                                            | Non-couru                                            | Non-couru                                            | Non-couru                                            | Non-couru                                            | Non-couru                                            | Non-couru                                            |
| 1997        | David Hauquier                                       | Honda                                                | Pascal Rochereau Jean-Charles Tonus                  | Yamaha                                               | Non-couru                                            | Non-couru                                            | Non-couru                                            | Non-couru                                            | Non-couru                                            | Non-couru                                            |
| 1998        | Arnaud Demeester                                     | Yamaha                                               | Wilhelmus Van Der Laan Éric Gaillard                 | KTM                                                  | Non-couru                                            | Non-couru                                            | Non-couru                                            | Non-couru                                            | Non-couru                                            | Non-couru                                            |
| 1999        | Jean-Claude Moussé                                   | Yamaha                                               | Pascal Rochereau Jean-Charles Tonus                  | Yamaha                                               | Non-couru                                            | Non-couru                                            | Non-couru                                            | Non-couru                                            | Non-couru                                            | Non-couru                                            |
| 2000        | Thierry Béthys                                       | Honda                                                | Gilles Abgrall Alex Brusselers                       | EML                                                  | Non-couru                                            | Non-couru                                            | Non-couru                                            | Non-couru                                            | Non-couru                                            | Non-couru                                            |
| 2001        | Thierry Béthys                                       | Honda                                                | Pascal Rochereau Paul Winrow                         | Yamaha                                               | Non-couru                                            | Non-couru                                            | Non-couru                                            | Non-couru                                            | Non-couru                                            | Non-couru                                            |
| 2002        | Arnaud Demeester                                     | Yamaha                                               | Blaise Parent Vincent Pinchon                        | Yamaha                                               | Non-couru                                            | Non-couru                                            | Non-couru                                            | Non-couru                                            | Non-couru                                            | Non-couru                                            |
| 2003        | Thierry Béthys                                       | Honda                                                | Blaise Parent Vincent Pinchon                        | Yamaha                                               | Non-couru                                            | Non-couru                                            | Non-couru                                            | Non-couru                                            | Non-couru                                            | Non-couru                                            |
| 2004        | Jean-Claude Moussé                                   | Honda                                                | Romain Couprie Pascal De Palma                       | Yamaha                                               | Non-couru                                            | Non-couru                                            | Non-couru                                            | Non-couru                                            | Non-couru                                            | Non-couru                                            |
| 2005        | Arnaud Demeester                                     | Yamaha                                               | Blaise Parent                                        | Yamaha                                               | Non-couru                                            | Non-couru                                            | Non-couru                                            | Non-couru                                            | Non-couru                                            | Non-couru                                            |
| 2006        | Timoteï Potisek                                      | Honda                                                | Romain Couprie Blaise Parent                         | Yamaha                                               | Non-couru                                            | Non-couru                                            | Non-couru                                            | Non-couru                                            | Non-couru                                            | Non-couru                                            |
| 2007        | Arnaud Demeester                                     | Yamaha                                               | Romain Couprie Blaise Parent                         | Yamaha                                               | Non-couru                                            | Non-couru                                            | Non-couru                                            | Non-couru                                            | Non-couru                                            | Non-couru                                            |
| 2008        | Arnaud Demeester                                     | Yamaha                                               | Romain Couprie                                       | Yamaha                                               | Non-couru                                            | Non-couru                                            | Non-couru                                            | Non-couru                                            | Non-couru                                            | Non-couru                                            |
| 2009        | Timoteï Potisek                                      | Honda                                                | Romain Couprie                                       | Yamaha                                               | Non-couru                                            | Non-couru                                            | Non-couru                                            | Non-couru                                            | Non-couru                                            | Non-couru                                            |
| 2010        | Mickaël Pichon                                       | Honda                                                | Jérémie Warnia                                       | Can Am                                               | Arnaud Aubin                                         | Yamaha                                               | Non-couru                                            | Non-couru                                            | Non-couru                                            | Non-couru                                            |
| 2011        | Steve Ramon                                          | Suzuki                                               | Jérémie Warnia                                       | Can Am                                               | Dylan Ferrandis                                      | Kawasaki                                             | Non-couru                                            | Non-couru                                            | Non-couru                                            | Non-couru                                            |
| 2012        | Jean-Claude Moussé                                   | Yamaha                                               | Jérémie Warnia                                       | Can Am                                               | Julien Lieber                                        | KTM                                                  | Non-couru                                            | Non-couru                                            | Non-couru                                            | Non-couru                                            |
| 2013        | Jean-Claude Moussé                                   | Yamaha                                               | Jérôme Bricheux                                      | KTM                                                  | Daymond Martens                                      | KTM                                                  | Antoine Lemaire                                      | Yamaha                                               | Non-couru                                            | Non-couru                                            |
| 2014        | Adrien van Beveren                                   | Yamaha                                               | Romain Couprie                                       | Yamaha                                               | Ben Watson                                           | KTM                                                  | Alexis Collignon                                     | Honda                                                | Non-couru                                            | Non-couru                                            |
| 2015        | Adrien van Beveren                                   | Yamaha                                               | Jérémie Warnia                                       | Yamaha                                               | Maxime Renaux                                        | Yamaha                                               | Alexis Collignon                                     | Honda                                                | Johan Boonen                                         | Husaberg                                             |
| 2016        | Adrien van Beveren                                   | Yamaha                                               | Jérémie Warnia                                       | Yamaha                                               | Anthony Bourdon                                      | Husqvarna                                            | Mathéo Miot                                          | Kawasaki                                             | Yves Deudon                                          | Kawasaki                                             |
| 2017        | Daymond Martens                                      | Yamaha                                               | Jérémie Warnia                                       | Yamaha                                               | Jérémy Hauquier                                      | KTM                                                  | Florian Miot                                         | Yamaha                                               | Sven Breugelmans                                     | Honda                                                |
| 2018        | Milko Potisek                                        | Yamaha                                               | Jérémy Forestier                                     | Yamaha                                               | Alexis Collignon                                     | Honda                                                | Arnaud Zoldos                                        | KTM                                                  | Sven Breugelmans                                     | Honda                                                |
| 2019        | Nathan Watson                                        | KTM                                                  | Matthieu Ternynck                                    | Yamaha                                               | Mathéo Miot                                          | KTM                                                  | Adrien Petit                                         | Husqvarna                                            | Rudy Vergriete                                       | Honda                                                |
| 2020        | Milko Potisek                                        | Yamaha                                               | Randy Naveaux                                        | Yamaha                                               | Florian Miot                                         | KTM                                                  | Marc Antoine Rossi                                   | KTM                                                  | Rudy Vergriete                                       | Honda                                                |
| 2021        | Épreuve annulée en raison de la pandémie de Covid-19 | Épreuve annulée en raison de la pandémie de Covid-19 | Épreuve annulée en raison de la pandémie de Covid-19 | Épreuve annulée en raison de la pandémie de Covid-19 | Épreuve annulée en raison de la pandémie de Covid-19 | Épreuve annulée en raison de la pandémie de Covid-19 | Épreuve annulée en raison de la pandémie de Covid-19 | Épreuve annulée en raison de la pandémie de Covid-19 | Épreuve annulée en raison de la pandémie de Covid-19 | Épreuve annulée en raison de la pandémie de Covid-19 |
| 2022        | Milko Potisek                                        | Yamaha                                               | Randy Naveaux                                        | Yamaha                                               | Quentin Prugnières                                   | Kawasaki                                             | Mano Faure                                           | Husqvarna                                            | Maxime Sot                                           | Yamaha                                               |
| 2023        | Todd Kellett                                         | Yamaha                                               | Randy Naveaux                                        | Yamaha                                               | Adrien Petit                                         | Yamaha                                               | Sleny Goyer                                          | KTM                                                  | Adrien van Beveren                                   | Honda                                                |
| 2024        | Todd Kellett                                         | Yamaha                                               | Randy Naveaux                                        | Yamaha                                               | Mathis Valin                                         | Kawasaki                                             | Sleny Goyer                                          | Gas Gas                                              | David Herbreteau                                     | Honda                                                |
| 2025        | Todd Kellett                                         | Yamaha                                               | Randy Naveaux                                        | Yamaha                                               | Damien Knuiman                                       | Gas Gas                                              | Jenairo Beerens                                      | KTM                                                  | Adrien van Beveren                                   | Honda                                                |
| Sources : , |                                                      |                                                      |                                                      |                                                      |                                                      |                                                      |                                                      |                                                      |                                                      |                                                      |

#### Statistiques Enduro du Touquet / Enduropale
| Rang | Pilote             | Années                                     | Victoires |
| ---- | ------------------ | ------------------------------------------ | --------- |
| 1    | Arnaud Demeester   | 1995, 1996, 1998, 2002, 2005, 2007 et 2008 | 7         |
| 2    | Kees van der Ven   | 1982, 1983, 1984, 1985 et 1986             | 5         |
| 3    | Jean-Claude Moussé | 1999, 2004, 2012 et 2013                   | 4         |
| 4    | Eric Geboers       | 1988, 1989 et 1990                         | 3         |
| 4    | Thierry Béthys     | 2000, 2001 et 2003                         | 3         |
| 4    | Adrien van Beveren | 2014, 2015 et 2016                         | 3         |
| 4    | Milko Potisek      | 2018, 2020 et 2022                         | 3         |
| 4    | Todd Kellett       | 2023, 2024 et 2025                         | 3         |
| 8    | Timoteï Potisek    | 2006 et 2009                               | 2         |
| 10   | Jacques Vernier    | 1975                                       | 1         |
| 10   | Daniel Péan        | 1976                                       | 1         |
| 10   | Gilles Francru     | 1977                                       | 1         |
| 10   | Patrick Drobecq    | 1978                                       | 1         |
| 10   | Håkan Carlqvist    | 1979                                       | 1         |
| 10   | Serge Bacou        | 1980                                       | 1         |
| 10   | Jean-Paul Mingels  | 1981                                       | 1         |
| 10   | Leif Persson       | 1987                                       | 1         |
| 10   | Yann Guédard       | 1992                                       | 1         |
| 10   | Gérald Delepine    | 1993                                       | 1         |
| 10   | Jérôme Belval      | 1994                                       | 1         |
| 10   | David Hauquier     | 1997                                       | 1         |
| 10   | Mickaël Pichon     | 2010                                       | 1         |
| 10   | Steve Ramon        | 2011                                       | 1         |
| 10   | Daymond Martens    | 2017                                       | 1         |
| 10   | Nathan Watson      | 2019                                       | 1         |

| Rang | Constructeur | Années | Victoires |
| ---- | ------------ | --- | --------- |
| 1    | Yamaha       | 1980, 1981, 1987, 1995, 1996, 1998, 1999, 2002, 2005, 2007, 2008, 2012, 2013, 2014, 2015, 2016, 2017, 2018, 2020, 2022, 2023, 2024 et 2025 | 23        |
| 2    | Honda        | 1988, 1989, 1990, 1993, 1994, 1997, 2000, 2001, 2003, 2004, 2006, 2009 et 2010                                                             | 13        |
| 3    | KTM          | 1982, 1983, 1984, 1985, 1986 et 2019 | 6         |
| 4    | Husqvarna    | 1977, 1978 et 1979 | 3         |
| 5    | Ossa         | 1975 | 1         |
| 5    | Maïco        | 1976 | 1         |
| 5    | Kawasaki     | 1992 | 1         |
| 5    | Suzuki       | 2011 | 1         |

| Rang | Nation      | Années | Victoires |
| ---- | ----------- | --- | --------- |
| 1    | France      | 1975, 1976, 1977, 1978, 1980, 1981, 1992, 1994, 1995, 1996, 1997, 1998, 1999, 2000, 2001, 2002, 2003, 2004, 2005, 2006, 2007, 2008, 2009, 2010, 2012, 2013, 2014, 2015, 2016, 2018, 2020 et 2022 | 32        |
| 2    | Belgique    | 1988, 1989, 1990, 1993, 2011 et 2017 | 6         |
| 3    | Pays-Bas    | 1982, 1983, 1984, 1985 et 1986 | 5         |
| 4    | Royaume-Uni | 2019, 2023, 2024 et 2025 | 4         |
| 5    | Suède       | 1979 et 1987 | 2         |

#### Statistiques Quaduropale
| Rang | Pilote                 | Années                               | Victoires |
| ---- | ---------------------- | ------------------------------------ | --------- |
| 1    | Romain Couprie         | 2004, 2006, 2007, 2008, 2009 et 2014 | 6         |
| 1    | Jérémie Warnia         | 2010, 2011, 2012, 2015, 2016 et 2017 | 6         |
| 3    | Blaise Parent          | 2002, 2003, 2005, 2006 et 2007       | 5         |
| 3    | Randy Naveaux          | 2020, 2022, 2023, 2024 et 2025       | 5         |
| 5    | Pascal Rochereau       | 1997, 1999 et 2001                   | 3         |
| 6    | Jean-Charles Tonus     | 1997 et 1999                         | 2         |
| 6    | Vincent Pichon         | 2002 et 2003                         | 2         |
| 8    | Wilhelmus Van Der Laan | 1998                                 | 1         |
| 8    | Éric Gaillard          | 1998                                 | 1         |
| 8    | Gilles Abgrall         | 2000                                 | 1         |
| 8    | Alex Brusselers        | 2000                                 | 1         |
| 8    | Paul Winrow            | 2001                                 | 1         |
| 8    | Pascal de Palma        | 2004                                 | 1         |
| 8    | Jérôme Bricheux        | 2013                                 | 1         |
| 8    | Jérémy Forestier       | 2018                                 | 1         |
| 8    | Matthieu Ternynck      | 2019                                 | 1         |

| Rang | Constructeur | Années | Victoires |
| ---- | ------------ | --- | --------- |
| 1    | Yamaha       | 1997, 1999, 2001, 2002, 2003, 2004, 2005, 2006, 2007, 2008, 2009, 2014, 2015, 2016, 2017, 2018, 2019, 2020, 2022, 2023, 2024 et 2025 | 22        |
| 2    | Can-Am       | 2010, 2011 et 2012 | 3         |
| 3    | KTM          | 1998 et 2013 | 2         |
| 4    | EML          | 2000 | 1         |

| Rang | Nation      | Années | Victoires |
| ---- | ----------- | --- | --------- |
| 1    | France      | 1997, 1998, 1999, 2000, 2001, 2002, 2003, 2004, 2005, 2006, 2007, 2008, 2009, 2010, 2011, 2012, 2013, 2014, 2015, 2016, 2017, 2018 et 2019 | 23        |
| 2    | Belgique    | 2020, 2022, 2023, 2024 et 2025 | 5         |
| 3    | Suisse      | 1997 et 1999 | 2         |
| 3    | Pays-Bas    | 1998 et 2000 | 2         |
| 5    | Royaume-Uni | 2001 | 1         |

#### Statistiques Enduropale Juniors
| Rang | Pilote             | Années | Victoires |
| ---- | ------------------ | ------ | --------- |
| 1    | Arnaud Aubin       | 2010   | 1         |
| 1    | Dylan Ferrandis    | 2011   | 1         |
| 1    | Julien Lieber      | 2012   | 1         |
| 1    | Daymond Martens    | 2013   | 1         |
| 1    | Ben Watson         | 2014   | 1         |
| 1    | Maxime Renaux      | 2015   | 1         |
| 1    | Anthony Bourdon    | 2016   | 1         |
| 1    | Jérémy Hauquier    | 2017   | 1         |
| 1    | Alexis Collignon   | 2018   | 1         |
| 1    | Mathéo Miot        | 2019   | 1         |
| 1    | Florian Miot       | 2020   | 1         |
| 1    | Quentin Prugnières | 2022   | 1         |
| 1    | Adrien Petit       | 2023   | 1         |
| 1    | Mathis Valin       | 2024   | 1         |
| 1    | Damien Knuiman     | 2025   | 1         |

| Rang | Constructeur | Années                               | Victoires |
| ---- | ------------ | ------------------------------------ | --------- |
| 1    | KTM          | 2012, 2013, 2014, 2017, 2019 et 2020 | 6         |
| 2    | Yamaha       | 2010, 2015 et 2023                   | 3         |
| 2    | Kawasaki     | 2011, 2022 et 2024                   | 3         |
| 4    | Husqvarna    | 2016                                 | 1         |
| 4    | Honda        | 2018                                 | 1         |
| 4    | Gas Gas      | 2025                                 | 1         |

| Rang | Nation      | Années                                                             | Victoires |
| ---- | ----------- | ------------------------------------------------------------------ | --------- |
| 1    | France      | 2010, 2011, 2015, 2016, 2017, 2018, 2019, 2020, 2022, 2023 et 2024 | 11        |
| 2    | Belgique    | 2012 et 2013                                                       | 2         |
| 3    | Royaume-Uni | 2014                                                               | 1         |
| 3    | Pays-Bas    | 2025                                                               | 1         |

#### Statistiques Enduropale Espoirs
| Rang | Pilote             | Années       | Victoires |
| ---- | ------------------ | ------------ | --------- |
| 1    | Alexis Collignon   | 2014 et 2015 | 2         |
| 1    | Sleny Goyer        | 2023 et 2024 | 2         |
| 3    | Antoine Lemaire    | 2013         | 1         |
| 3    | Mathéo Miot        | 2016         | 1         |
| 3    | Florian Miot       | 2017         | 1         |
| 3    | Arnaud Zoldos      | 2018         | 1         |
| 3    | Adrien Petit       | 2019         | 1         |
| 3    | Marc Antoine Rossi | 2020         | 1         |
| 3    | Mano Faure         | 2022         | 1         |
| 3    | Jenairo Beerens    | 2025         | 1         |

| Rang | Constructeur | Années                   | Victoires |
| ---- | ------------ | ------------------------ | --------- |
| 1    | KTM          | 2018, 2020, 2023 et 2025 | 4         |
| 2    | Yamaha       | 2013 et 2017             | 2         |
| 2    | Honda        | 2014 et 2015             | 2         |
| 2    | Husqvarna    | 2019 et 2022             | 2         |
| 5    | Kawasaki     | 2016                     | 1         |
| 5    | Gas Gas      | 2024                     | 1         |

| Rang | Nation   | Années                                                             | Victoires |
| ---- | -------- | ------------------------------------------------------------------ | --------- |
| 1    | France   | 2013, 2014, 2015, 2016, 2017, 2018, 2019, 2020, 2022, 2023 et 2024 | 11        |
| 2    | Pays-Bas | 2025                                                               | 1         |

#### Statistiques Enduro Vintage
| Rang | Pilote             | Années       | Victoires |
| ---- | ------------------ | ------------ | --------- |
| 1    | Sven Breugelmans   | 2017 et 2018 | 2         |
| 1    | Rudy Vergriete     | 2019 et 2020 | 2         |
| 1    | Adrien van Beveren | 2023 et 2025 | 2         |
| 4    | Johan Boonen       | 2015         | 1         |
| 4    | Yves Deudon        | 2016         | 1         |
| 4    | Maxime Sot         | 2022         | 1         |
| 4    | David Herbreteau   | 2024         | 1         |

| Rang | Constructeur | Années                                     | Victoires |
| ---- | ------------ | ------------------------------------------ | --------- |
| 1    | Honda        | 2017, 2018, 2019, 2020, 2023, 2024 et 2025 | 7         |
| 2    | Husaberg     | 2015                                       | 1         |
| 2    | Kawasaki     | 2016                                       | 1         |
| 2    | Yamaha       | 2022                                       | 1         |

| Rang | Nation   | Années                                     | Victoires |
| ---- | -------- | ------------------------------------------ | --------- |
| 1    | France   | 2016, 2019, 2020, 2022, 2023, 2024 et 2025 | 7         |
| 2    | Belgique | 2015, 2017 et 2018                         | 3         |

### Catégorie femme
| Année | Enduro du Touquet / Enduropale                       | Enduro du Touquet / Enduropale                       | Quaduropale                                          | Quaduropale                                          | Enduro Juniors                                       | Enduro Juniors                                       | Enduro Espoirs                                       | Enduro Espoirs                                       | Enduro Vintage                                       | Enduro Vintage                                       |
| Année | Pilote                                               | Constructeur                                         | Pilote                                               | Constructeur                                         | Pilote                                               | Constructeur                                         | Pilote                                               | Constructeur                                         | Pilote                                               | Constructeur                                         |
| 2010  | Mahault Bonnart                                      | Yamaha                                               | Justine Lesselingue                                  | Yamaha                                               | .                                                    | .                                                    | .                                                    | .                                                    | .                                                    | .                                                    |
| 2011  | Nicky Van Wordragen                                  | Yamaha                                               | Camille Haesaert                                     | W-Tec                                                | Constance Morel                                      | Honda                                                | .                                                    | .                                                    | .                                                    | .                                                    |
| 2012  | Mathilde Delsaux                                     | KTM                                                  | Justine Lesselingue                                  | ?                                                    | .                                                    | .                                                    | .                                                    | .                                                    | .                                                    | .                                                    |
| 2013  | Livia Lancelot                                       | Kawasaki                                             | Gwen Fiquet                                          | Yamaha                                               | Justine Charroux                                     | Yamaha                                               | Manon Bachelet                                       | Yamaha                                               | .                                                    | .                                                    |
| 2014  | Livia Lancelot                                       | Kawasaki                                             | Émilie Bourgeois                                     | Yamaha                                               | Mathilde Denis                                       | Yamaha                                               | Elsa Galand                                          | Suzuki                                               | .                                                    | .                                                    |
| 2015  | Julie Peyssard                                       | Husqvarna                                            | Kelly Verbraeken                                     | W-Tec                                                | Mathilde Denis                                       | Yamaha                                               | Morgane Soulier                                      | KTM                                                  | .                                                    | .                                                    |
| 2016  | Daniëlle van Kempen                                  | Yamaha                                               | Justine Lesselingue                                  | Yamaha                                               | Manon Haudoire                                       | Yamaha                                               | Angèle Boulay                                        | KTM                                                  | .                                                    | .                                                    |
| 2017  | Daniëlle van Kempen                                  | Yamaha                                               | Émilie Bourgeois                                     | Yamaha                                               | Manon Haudoire                                       | Yamaha                                               | Angèle Boulay                                        | KTM                                                  | .                                                    | .                                                    |
| 2018  | Mégane Lombard                                       | Yamaha                                               | Justine Lesselingue                                  | Yamaha                                               | Manon Haudoire                                       | Yamaha                                               | Flavie Lobbedez                                      | Husqvarna                                            | .                                                    | .                                                    |
| 2019  | Mégane Lombard                                       | Yamaha                                               | Émilie Bourgeois                                     | Yamaha                                               | Manon Haudoire                                       | Yamaha                                               | Leelou Lobbedez                                      | Husqvarna                                            | Anne France Dupont                                   | Yamaha                                               |
| 2020  | Manon Haudoire                                       | Yamaha                                               | Émilie Bourgeois                                     | Yamaha                                               | Laurine Hugues                                       | Husqvarna                                            | Léa Chapput                                          | KTM                                                  | Anne Charlotte Tilliette                             | Honda                                                |
| 2021  | Épreuve annulée en raison de la pandémie de Covid-19 | Épreuve annulée en raison de la pandémie de Covid-19 | Épreuve annulée en raison de la pandémie de Covid-19 | Épreuve annulée en raison de la pandémie de Covid-19 | Épreuve annulée en raison de la pandémie de Covid-19 | Épreuve annulée en raison de la pandémie de Covid-19 | Épreuve annulée en raison de la pandémie de Covid-19 | Épreuve annulée en raison de la pandémie de Covid-19 | Épreuve annulée en raison de la pandémie de Covid-19 | Épreuve annulée en raison de la pandémie de Covid-19 |
| 2022  | Mathilde Denis,                                      | Yamaha                                               | Émilie Bourgeois                                     | Yamaha                                               | .                                                    | .                                                    | Malhory Dupront                                      | Husqvarna                                            | .                                                    | .                                                    |
| 2023  | Amandine Verstappen                                  | Yamaha                                               | Nathanaëlle Abgrall                                  | Yamaha                                               | Leelou Lobbedez                                      | Gas Gas                                              | Léa Lesoil                                           | KTM                                                  | .                                                    | .                                                    |
| 2024  | Amandine Verstappen                                  | Yamaha                                               | Kelly Verbraeken                                     | W-Tec                                                | April Franzoni                                       | KTM                                                  | Léa Abraham                                          | KTM                                                  | .                                                    | .                                                    |
| 2025  | Amandine Verstappen                                  | Yamaha                                               | Camille Petit                                        | Kawasaki                                             | Sarah Leroy                                          | Kawasaki                                             | Thelma Boudier-Damex                                 | Kawasaki                                             | Pas de féminine à l'arrivée                          | Pas de féminine à l'arrivée                          |

#### Statistiques Enduro du Touquet / Enduropale
| Rang | Pilote              | Années             | Victoires |
| ---- | ------------------- | ------------------ | --------- |
| 1    | Amandine Verstappen | 2023, 2024 et 2025 | 3         |
| 2    | Livia Lancelot      | 2013 et 2014       | 2         |
| 2    | Daniëlle van Kempen | 2016 et 2017       | 2         |
| 2    | Mégane Lombard      | 2018 et 2019       | 2         |
| 5    | Mahault Bonnart     | 2010               | 1         |
| 5    | Nicky Van Wordragen | 2011               | 1         |
| 5    | Mathilde Delsaux    | 2012               | 1         |
| 5    | Julie Peyssard      | 2015               | 1         |
| 5    | Manon Haudoire      | 2020               | 1         |
| 5    | Mathilde Denis      | 2022               | 1         |

| Rang | Constructeur | Années                                                             | Victoires |
| ---- | ------------ | ------------------------------------------------------------------ | --------- |
| 1    | Yamaha       | 2010, 2011, 2016, 2017, 2018, 2019, 2020, 2022, 2023, 2024 et 2025 | 11        |
| 2    | Kawasaki     | 2013 et 2014                                                       | 2         |
| 3    | KTM          | 2012                                                               | 1         |
| 3    | Husqvarna    | 2015                                                               | 1         |

| Rang | Nation   | Années                                                 | Victoires |
| ---- | -------- | ------------------------------------------------------ | --------- |
| 1    | France   | 2010, 2012, 2013, 2014, 2015, 2018, 2019, 2020 et 2022 | 9         |
| 2    | Pays-Bas | 2011, 2016 et 2017                                     | 3         |
| 2    | Belgique | 2023, 2024 et 2025                                     | 3         |

#### Statistiques Quaduropale
| Rang | Pilote              | Années                         | Victoires |
| ---- | ------------------- | ------------------------------ | --------- |
| 1    | Émilie Bourgeois    | 2014, 2017, 2019, 2020 et 2022 | 5         |
| 2    | Justine Lesselingue | 2010, 2012, 2016 et 2018       | 4         |
| 3    | Kelly Verbraeken    | 2015 et 2024                   | 2         |
| 4    | Camille Haesaert    | 2011                           | 1         |
| 4    | Gwen Ficquet        | 2013                           | 1         |
| 4    | Nathanaëlle Abgrall | 2023                           | 1         |
| 4    | Camille Petit       | 2025                           | 1         |

| Rang | Constructeur | Années                                                 | Victoires |
| ---- | ------------ | ------------------------------------------------------ | --------- |
| 1    | Yamaha       | 2010, 2013, 2014, 2016, 2017, 2019, 2020, 2022 et 2023 | 9         |
| 2    | W-Tec        | 2011, 2015 et 2024                                     | 3         |
| 3    | Yamaha       | 2018                                                   | 1         |
| 3    | Kawasaki     | 2025                                                   | 1         |

| Rang | Nation   | Années                                                                         | Victoires |
| ---- | -------- | ------------------------------------------------------------------------------ | --------- |
| 1    | France   | 2010, 2011, 2012, 2013, 2014, 2016, 2017, 2018, 2019, 2020, 2022, 2023 et 2025 | 13        |
| 2    | Belgique | 2015 et 2024                                                                   | 2         |

#### Statistiques Enduropale Juniors
| Rang | Pilote           | Années                   | Victoires |
| ---- | ---------------- | ------------------------ | --------- |
| 1    | Manon Haudoire   | 2016, 2017, 2018 et 2019 | 4         |
| 2    | Mathilde Denis   | 2014 et 2015             | 2         |
| 3    | Constance Morel  | 2011                     | 1         |
| 3    | Justine Charroux | 2013                     | 1         |
| 3    | Laurine Hugues   | 2020                     | 1         |
| 3    | Malhory Dupront  | 2022                     | 1         |
| 3    | Leelou Lobbedez  | 2023                     | 1         |
| 3    | April Franzoni   | 2024                     | 1         |
| 3    | Sarah Leroy      | 2025                     | 1         |

| Rang | Constructeur | Années                                     | Victoires |
| ---- | ------------ | ------------------------------------------ | --------- |
| 1    | Yamaha       | 2013, 2014, 2015, 2016, 2017, 2018 et 2019 | 7         |
| 2    | Husqvarna    | 2020 et 2022                               | 2         |
| 3    | Gas Gas      | 2023                                       | 1         |
| 3    | Honda        | 2024                                       | 1         |
| 3    | Kawasaki     | 2025                                       | 1         |

| Rang | Nation | Années                                                                         | Victoires |
| ---- | ------ | ------------------------------------------------------------------------------ | --------- |
| 1    | France | 2011, 2013, 2014, 2015, 2016, 2017, 2018, 2019, 2020, 2022, 2023, 2024 et 2025 | 13        |

#### Statistiques Enduropale Espoirs
| Rang | Pilote               | Années | Victoires |
| ---- | -------------------- | ------ | --------- |
| 1    | Manon Bachelet       | 2013   | 1         |
| 1    | Elsa Galand          | 2014   | 1         |
| 1    | Morgane Soulier      | 2015   | 1         |
| 1    | Angèle Boulay        | 2017   | 1         |
| 1    | Flavie Lobbedez      | 2018   | 1         |
| 1    | Leelou Lobbedez      | 2019   | 1         |
| 1    | Léa Chapput          | 2020   | 1         |
| 1    | Léa Lesoil           | 2023   | 1         |
| 1    | Léa Abraham          | 2024   | 1         |
| 1    | Thelma Boudier-Damex | 2025   | 1         |

| Rang | Constructeur | Années                         | Victoires |
| ---- | ------------ | ------------------------------ | --------- |
| 1    | KTM          | 2015, 2017, 2020, 2023 et 2024 | 5         |
| 2    | Husqvarna    | 2018 et 2019                   | 2         |
| 3    | Yamaha       | 2013                           | 1         |
| 3    | Suzuki       | 2014                           | 1         |
| 3    | Kawasaki     | 2025                           | 1         |

| Rang | Nation | Années                                                       | Victoires |
| ---- | ------ | ------------------------------------------------------------ | --------- |
| 1    | France | 2013, 2014, 2015, 2017, 2018, 2019, 2020, 2023, 2024 et 2025 | 10        |

#### Statistiques Enduro Vintage
| Rang | Pilote                    | Années | Victoires |
| ---- | ------------------------- | ------ | --------- |
| 1    | France Anne-France Dupont | 2019   | 1         |
| 1    | Anne-Charlotte Tilliette  | 2020   | 1         |

| Rang | Constructeur | Années | Victoires |
| ---- | ------------ | ------ | --------- |
| 1    | Yamaha       | 2019   | 1         |
| 1    | Honda        | 2020   | 1         |

| Rang | Nation | Années       | Victoires |
| ---- | ------ | ------------ | --------- |
| 1    | France | 2019 et 2020 | 2         |